# Калбе (Зале)
Калбе (њем. Calbe) град је у њемачкој савезној држави Саксонија-Анхалт. Једно је од 21 општинског средишта округа Салцланд. Према процјени из 2010. у граду је живјело 10.352 становника. Посједује регионалну шифру (AGS) 15089055.

## Географски и демографски подаци
Калбе се налази у савезној држави Саксонија-Анхалт у округу Салцланд. Град се налази на надморској висини од 60 метара. Површина општине износи 56,6 km². У самом граду је, према процјени из 2010. године, живјело 10.352 становника. Просјечна густина становништва износи 183 становника/km².